# Badljevica
Badljevica (en serbe cyrillique : Бадљевица) est un village de Serbie situé sur le territoire de la Ville de Smederevo, district de Podunavlje. Au recensement de 2011, il comptait 371 habitants.

## Démographie
| 1948 | 1953 | 1961 | 1971 | 1981 | 1991 | 2002 | 2011 |
| ---- | ---- | ---- | ---- | ---- | ---- | ---- | ---- |
| 652  | 696  | 656  | 559  | 519  | 471  | 439  | 371  |

|  |